# Caja Rural/Saison 2011
Dieser Artikel listet Erfolge und Mannschaft des Radsportteams Caja Rural in der Saison 2011 auf.

Das Team-Trikot der Saison 2011

## Erfolge in der UCI Europe Tour
Bei den Rennen der UCI Europe Tour im Jahr 2011 gelangen dem Team nachstehende Erfolge.
| Datum              | Rennen                                          | Kat. | Fahrer        |
| ------------------ | ----------------------------------------------- | ---- | ------------- |
| 30. April          | 3. Etappe Vuelta a Asturias                     | 2.1  | Javier Moreno |
| 28. April – 2. Mai | Gesamtwertung Vuelta a Asturias                 | 2.1  | Javier Moreno |
| 7. Juli            | 1. Etappe Vuelta a la Comunidad de Madrid (U23) | 2.2U | Jordi Simón   |

## Zugänge – Abgänge
| Zugänge            | Team 2010                           | Abgänge            | Team 2011       |
| ------------------ | ----------------------------------- | ------------------ | --------------- |
| Aitor Galdós       | Euskaltel-Euskadi                   | Michał Kwiatkowski | Team RadioShack |
| Javier Moreno      | Andalucía-Cajasur                   | Rubén García       | Unbekannt       |
| Íñigo Cuesta       | Cervélo TestTeam                    | Aketza Peña        | Unbekannt       |
| Alexander Rjabkin  | Caja Rural U23                      | Vítor Rodrigues    | Unbekannt       |
| Diego Milán        | Acqua & Sapone-Caffè Mokambo (2009) |                    |                 |
| Julián Sánchez     | Contentpolis-AMPO (2009)            |                    |                 |
| Igor Romero        | Orbea-Oreka S.D.A. (2008)           |                    |                 |
| Víctor de la Parte | Neoprofi                            |                    |                 |

## Mannschaft
| Name                | Geburtstag          | Nationalität |              |
| ------------------- | ------------------- | ------------ | ------------ |
| Garikoitz Bravo     | 31. Juli 1989       | Spanien      |              |
| David de la Cruz    | 6. Mai 1989         | Spanien      |              |
| Íñigo Cuesta        | 3. Juni 1969        | Spanien      |              |
| Higinio Fernández   | 6. Oktober 1988     | Spanien      |              |
| Fabricio Ferrari    | 3. Juni 1985        | Uruguay      |              |
| Aitor Galdós        | 9. November 1979    | Spanien      |              |
| Egoitz García       | 31. März 1986       | Spanien      |              |
| José Herrada        | 1. Oktober 1985     | Spanien      |              |
| Guillermo Lana      | 1. August 1984      | Spanien      |              |
| Rubén Martínez      | 19. Februar 1985    | Spanien      |              |
| Diego Milán         | 10. Juli 1985       | Spanien      |              |
| Arturo Mora         | 24. März 1987       | Spanien      |              |
| Javier Moreno       | 18. Juli 1984       | Spanien      |              |
| Víctor de la Parte  | 22. Juni 1986       | Spanien      |              |
| Rubén Reig          | 29. September 1986  | Spanien      |              |
| Alexander Rjabkin   | 1. Mai 1989         | Russland     |              |
| Igor Romero         | 11. Juli 1986       | Spanien      |              |
| Julián Sánchez      | 26. Februar 1980    | Spanien      |              |
| Joaquín Sobrino     | 29. Juni 1982       | Spanien      |              |
| Oleh Tschuschda     | 8. Mai 1985         | Ukraine      |              |
| Stagiaires          | Stagiaires          | Nationalität | Nationalität |
| Paul Kneppers       | Paul Kneppers       | Niederlande  |              |
| Jónathan Perdiguero | Jónathan Perdiguero | Spanien      |              |
| Jordi Simón         | Jordi Simón         | Spanien      |              |

## Platzierungen in UCI-Ranglisten
UCI Asia Tour 2011
|      | Fahrer           | Punkte |
| ---- | ---------------- | ------ |
| 130. | Fabricio Ferrari | 20     |
| 222. | Joaquín Sobrino  | 9      |
| 283. | Arturo Mora      | 5      |

UCI Europe Tour 2011
|       | Fahrer             | Punkte |
| ----- | ------------------ | ------ |
| 37.   | Javier Moreno      | 217,5  |
| 215.  | José Herrada       | 74,5   |
| 293.  | Diego Milán        | 55     |
| 319.  | Egoitz García      | 49,5   |
| 427.  | Joaquín Sobrino    | 37     |
| 455.  | Aitor Galdós       | 34     |
| 616.  | Fabricio Ferrari   | 20     |
| 668.  | David de la Cruz   | 16     |
| 743.  | Oleh Tschuschda    | 13     |
| 985.  | Arturo Mora        | 6,5    |
| 1212. | Víctor de la Parte | 2      |
| 1267. | Igor Romero        | 1,5    |
| 1267. | Alexander Rjabkin  | 1,5    |
| 1267. | Íñigo Cuesta       | 1,5    |